# Asbestopluma callithrix
Asbestopluma callithrix är en svampdjursart som beskrevs av Jörn Hentschel 1914. Asbestopluma callithrix ingår i släktet Asbestopluma och familjen Cladorhizidae. Inga underarter finns listade i Catalogue of Life.